# Mischocyttarus chloroeus
Mischocyttarus chloroeus är en getingart som beskrevs av Cooper 1998. Mischocyttarus chloroeus ingår i släktet Mischocyttarus och familjen getingar. Inga underarter finns listade i Catalogue of Life.